# Les Quatre Cavaliers de l'Infocalypse
Les Quatre Cavaliers de l’Infocalypse fait référence à ceux qui utilisent Internet pour faciliter le crime ou (péjorativement) aux approches rhétoriques évoquant de tels criminels.
Cette expression est une version moderne et digitale inspirée des Quatre Cavaliers de l'Apocalypse issus du Nouveau Testament. Il n'existe pas de définition universellement acceptée de ce que sont les Cavaliers. Les terroristes, les pédophiles, les agresseurs d'enfants, le crime organisé comme les trafiquants de drogue, les pirates de propriété intellectuelle et les blanchisseurs d'argent sont fréquemment cités.
L'une des définitions les plus célèbres se trouve dans The Cyphernomicon de l'écrivain et ingénieur cypherpunk Tim May, qui stipule :

« 8.3.4.  "Comment la vie privée et l'anonymat seront-ils attaqués ?" [...]
- comme tant d'autres éléments liés aux « pirates informatiques », en tant qu'outil pour les « Quatre Cavaliers » : trafiquants de drogue, blanchisseurs d'argent, terroristes et pédophiles. »

« 17.5.7. "Quelles limites sur le Net sont-elles proposées ?" [...]
- Les journaux se plaignent des Quatre Cavaliers de l'Infocalypse : terroristes, pédophiles, trafiquants de drogue et blanchisseurs d'argent »

Cory Doctorow, militant des droits numériques, cite fréquemment « les pirates de logiciels, le crime organisé, les pédophiles et les terroristes »,. D'autres sources utilisent des descriptions légèrement différentes, mais font généralement référence à des activités similaires.

## Origine
Le terme a été inventé par Timothy C. May en 1988. Il faisait référence aux « pornographes pédophiles, terroristes, trafiquants de drogue, etc. ». May a utilisé cette expression pour exprimer son mépris pour ce qu'il percevait des argumentations du type « Pensez aux enfants / Il faut protéger aux enfants » de la part de représentants du gouvernement et d'autres personnes cherchant à justifier la limitation de l'utilisation civile des outils de cryptographie. Des connotations liées à une telle argumentation continuent d'être attachées à cette expression, et elle est plus couramment utilisée par ceux qui souhaitent tourner en dérision les diverses restrictions imposées à l'activité sur Internet que par ceux qui les soutiennent.
Dans un livre publié en 2013, Jacob Appelbaum et Julian Assange font référence aux Quatre Cavaliers de l'Infocalypse, ici résumé dans un article publié dans le quotidien Sud Ouest:

« Au nom de la lutte contre ceux que Jacob Appelbaum désigne dans cette discussion sous le nom des « quatre cavaliers de l'Infocalypse », à savoir la pornographie enfantine, le terrorisme, le blanchiment d'argent et le marché de la drogue, les États se sont accordé toute latitude pour intercepter, stocker et traiter tous nos échanges sur Internet, expliquent en détail les quatre hommes. »

## Exemples d'argumentation des «Quatre Cavaliers»
Les quatre menaces supposées peuvent être utilisées individuellement ou toutes en même temps, selon les circonstances, :
En 2015, le Parti conservateur britannique a affirmé que sa proposition de « nouvelle législation sur les données de communication renforcerait notre capacité à perturber les complots terroristes, les réseaux criminels et les gangs organisés de pédophilie », faisant écho à la citation de Timothy C. May sur les « pédopornographes, les terroristes, les trafiquants de drogue, etc. ».
Plus tard en 2015, l'entreprise Groupe Gamma, qui fabrique et commercialise des outils de surveillance destinés aux gouvernements et aux forces de police, a publié une déclaration affirmant que sa technologie de surveillance était utilisée « contre les menaces terroristes, les cartels de la drogue, d'autres grands groupes criminels organisés et les réseaux pédophiles », justifiant ainsi ses craintes d'utilisation contre des politiciens de l'opposition et des groupes de médias en Ouganda. Le blanchiment d'argent étant considéré comme un crime organisé majeur, cette déclaration correspond étroitement à la liste figurant dans la FAQ de Cypherpunk.
En 2022, la Commission européenne a proposé un règlement pour prévenir et combattre les abus sexuels sur les enfants, surnommé « Chat Control », qui prévoit l'obligation d'analyser les communications privées sur les terminaux, s'appuyant sur l'argument « Pensez aux enfants » pour contourner efficacement le chiffrement de bout en bout. Les efforts pour faire adopter cette mesure se poursuivent jusqu'en 2025.